# Italo De Grandi
 (mai 2018).
Si vous disposez d'ouvrages ou d'articles de référence ou si vous connaissez des sites web de qualité traitant du thème abordé ici, merci de compléter l'article en donnant les références utiles à sa vérifiabilité et en les liant à la section « Notes et références ».
Pour les articles homonymes, voir Grandi.
Italo De Grandi, né à Vevey le 20 février 1912 et mort à Corseaux le 11 octobre 1988, est un dessinateur, peintre et aquarelliste italien.

## Biographie
Italo De Grandi est né à Vevey le 20 février 1912 de parents artisans tailleurs émigrés du Piémont. Son frère cadet Vincent et lui vivent une enfance qu'ils qualifieront, tout au long de leur existence, de très heureuse, tant à Vevey au bord du Lac Léman que durant les vacances qu'ils passent à Soriso village de leur mère, située dans les collines jouxtant le lac d'Orta dont ils garderont leur vie durant un souvenir et une nostalgie inaltérables.
Dès son apprentissage de lithographe (1927-1931), Italo De Grandi est saisi par la passion de représenter ce qu'il voit et ce qu'il imagine : il dessine. Toujours et partout. Et se met à la peinture. En 1933, il accroche sa première exposition au Musée Jenisch Vevey. De 1929 à 1935, il est l'élève du peintre français Gaston Vaudou, puis de Jacques Berger. Durant l'année 1934 il effectue un voyage d'étude à Florence et à Sienne.
Appelé avec son frère à Paris en 1936 par le peintre Jean Lurçat qui fréquentait leurs parents à Vevey, tous deux collaborent à la préparation de l'Exposition universelle de 1937 : mosaïques du Pavillon de la Manufacture nationale de Sèvres, cartons de tapisseries exécutées aux Manufactures de Gobelins et d'Aubusson.
De retour à Vevey en 1938, il épouse Élisabeth Huguenin qui lui donnera deux filles et deux fils.
L'architecte Alberto Sartoris construit pour lui 1939 un atelier-habitation à Corseaux-sur-Vevey.
En 1944, il ouvre avec son frère un atelier d'arts graphiques et développe parallèlement des techniques avancées et inédites de sérigraphie jusqu'à parvenir à conférer à ce mode d'impression, plutôt sommaire dans son principe, des performances de finesse d'impression et des nuances permettant de réaliser des estampes d'art. Durant cette longue période, son activité créatrice est accaparée par les arts graphiques au service de la publicité et du marketing (affiches, emballages de cigarettes, de parfums, de cosmétiques, de chocolat, étiquettes de vins). Cependant dès qu'il se trouve en vacances, il reprend la peinture et principalement la gouache (paysages du Piémont, de la mer Adriatique, de la Loire).
En 1965, ses enfants ayant accompli leurs études, il décide d'abandonner l'activité graphique pour s'adonner exclusivement à la peinture. Le peintre Gérard de Palézieux l'encourage en lui proposant de séjourner dans le cabanon qu'il possède à Grignan (Drôme).
Italo De Grandi s'entiche de ce pays alors encore retiré des itinéraires touristiques et lui rappelant l'Italie de son enfance. Il achète une ruine qu'il restaure de ses mains. Désormais il travaille à Grignan où il passe la majeure partie de son temps (dessin, huiles, aquarelles, sculpture en fer battu, décoration de céramiques exécutées par sa fille Vincenza). Il y rencontre l'amitié de Philippe Jaccottet, Florian Rodari et Michel Forat. Installé pratiquement en autarcie dans la Drôme, il ne revient que sporadiquement en Suisse, et vit pour ainsi dire exclusivement de sa peinture qu'il expose régulièrement  à la Galerie Valotton à Lausanne, ainsi qu'à Vevey, Sierre, Berne, Bâle et Genève. Dès 1980, il séjourne chaque hiver à Venise (aquarelles).
Il meurt en octobre 1988.
Une exposition rétrospective de son œuvre est organisée en 1993 au Musée Jenisch de Vevey. À cette occasion son fils Pierre publie, par les soins de l'imprimeur Jean Genoud à Lausanne deux monographies d'aquarelles, l'une consacrée à Grignan, l'autre à Venise.

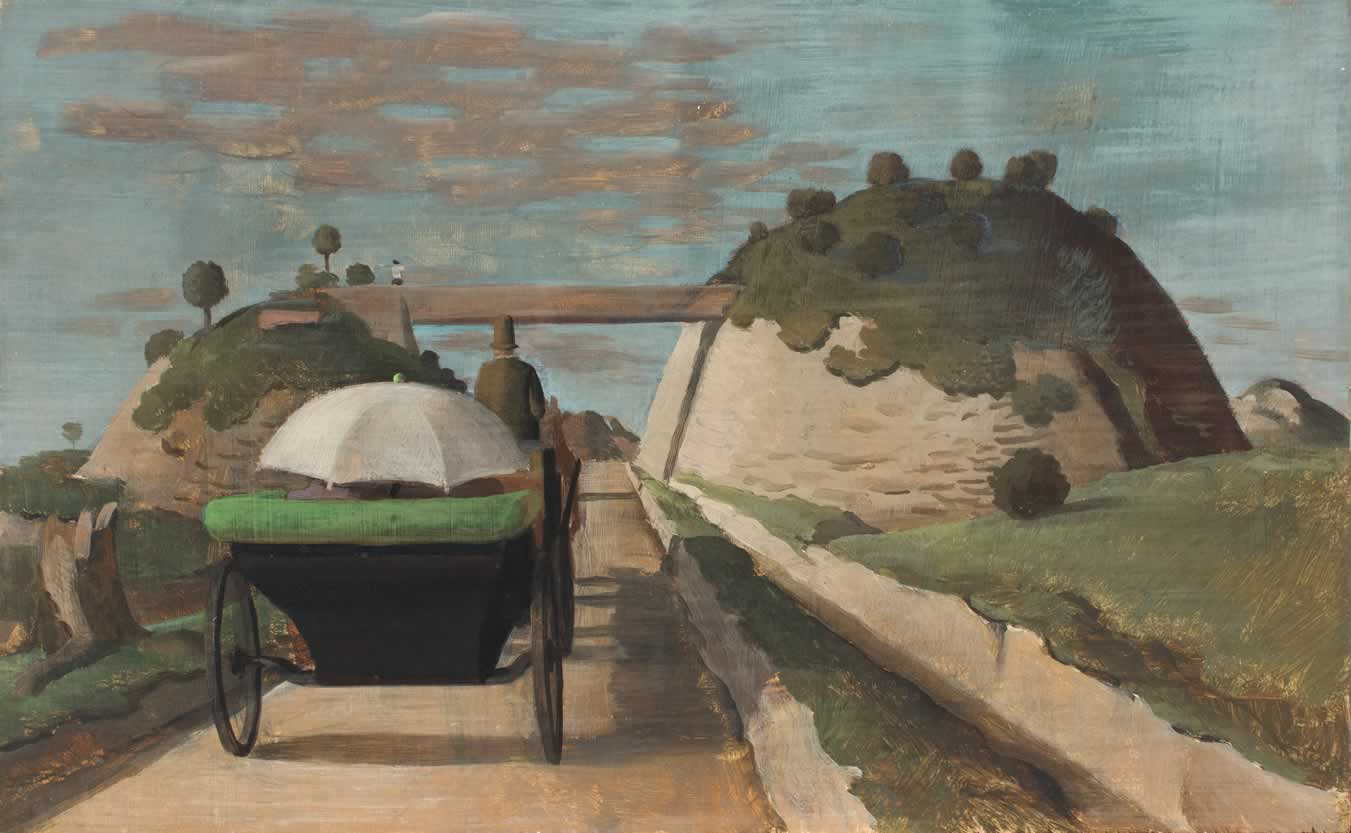
Promenade, Italo de Grandi

## Exposition permanente
« L’Atelier de Grandi » (ch. Entre-Deux-Villes 7, Corseaux) est situé dans la maison de l’artiste, une villa de style moderne international construite en 1939 par Alberto Sartoris. Ouvert au public en 2017, ce musée expose des artistes suisses autour des peintres Italo De Grandi et Vincent De Grandi.